# U.S. Route 72 (Alabama)
La U.S. Route 72, Ruta Federal 72 y también como la Ruta Estatal de Alabama 2, y abreviada SR 2 (en inglés: Alabama State Route 2) es una autopista estadounidense ubicada en el estado de Alabama. La carretera inicia en el Oeste desde la US 64  , US 70   en Memphis hacia el Este en la US 11  , US 41 , US 64 y US 76 en Chattanooga. La carretera tiene una longitud de 542,3 km (337 mi).

## Mantenimiento
Al igual que las autopistas interestatales, y las rutas federales y el resto de carreteras estatales, la Ruta Estatal de Alabama 2 es administrada y mantenida por el Departamento de Transporte de Alabama por sus siglas en inglés ALDOT.

## Cruces
La Ruta Estatal de Alabama 2 es atravesada principalmente por la I 240     en Memphis
 US 45     en Corinth
 US 43     en Muscle Shoals
 US 31     en Athens
 I 65     en Athens
 US 231  , US 431   en Huntsville
 I 565     en Huntsville.